# Keir Pearson
Keir John Pearson (* 15. Dezember 1966 in San Francisco, Kalifornien) ist ein US-amerikanischer Drehbuchautor und ehemaliger Ruderer.

## Leben
Pearson studierte an der Tisch School of the Arts und nahm an den Olympischen Sommerspielen 1992 als Mitglied des amerikanischen Ruder-Teams teil. 1997 beendete er sein Studium an der New York University. Seinen Bachelorabschluss erlangte er 1990 an der Harvard University. Zu Beginn der 2000er Jahre war er als Editor an Dokumentationen beteiligt.
Gemeinsam mit Terry George entwickelte er das Drehbuch zum Film Hotel Ruanda, der vor dem Hintergrund des Völkermord in Ruanda spielt. Hierfür wurden die beiden 2005 u. a. für den Oscar in der Kategorie Bestes Originaldrehbuch nominiert. Pearson unternahm für die grundlegende Geschichte des Films Ende der 1990er Jahre umfangreiche Recherchen vor Ort und versuchte im Jahr 2001, das Material in Hollywood zu verkaufen, wo er schließlich auf Terry George stieß, der den Stoff auch als Regisseur verfilmte.
An dem Film Cesar Chavez (2014) war er als Drehbuchautor beteiligt.